# Поцрње
Поцрње је насељено мјесто у општини Љубиње, Република Српска, БиХ. Према попису становништва из 1991. у насељу је живјело 37 становника.

## Историја
На Митровдан 1904. године у Поцрњу је освештана нова зграда за потребе смјештаја српске основне школе. Српска школа је функционисла углавном залагањем српске општине столачке, коме је ово село и гравитирало као и залагању околног српског народа. Српска православна општина у Стоцу је у том времену била једна од најсиромашнијих општина, али је и била примјер другима, иако без великих финансијских могућности, успјела је да отвори српску школу и обезбиједи њено функционисање. Српска школа у Поцрњу се угланом издражавала од добровољних прилога скупљених на светосавским бесједама, сам овај догађај је имао велико попштовање код Срба и они су се увијек и свугдје радо одазивали на светосасавске бесједе. Од некадашњин 200 српских школа, почетком 20. вијека у овим српским земљама њихов број је спао на 60.

## Становништво
Према попису становништва из 1991. године, мјесто је имало 37 становника.
| Демографија | Демографија | Демографија |
| Година      | Становника  | Становника  |
| ----------- | ----------- | ----------- |
| 1948.       | 83          |             |
| 1953.       | 84          |             |
| 1961.       | 85          |             |
| 1971.       | 61          |             |
| 1981.       | 42          |             |
| 1991.       | 34          |             |